# Troll-Birsskär
Troll-Birsskär är en ö nära Boskär i Nagu,  Finland. Den ligger i Skärgårdshavet i Pargas stad i den ekonomiska regionen  Åboland i landskapet Egentliga Finland, i den sydvästra delen av landet. Ön ligger omkring 4 kilometer sydväst om Boskär, 23 kilometer sydväst om Nagu kyrka, 58 kilometer sydväst om Åbo och omkring 180 kilometer väster om Helsingfors. Närmaste allmänna förbindelse är förbindelsebryggan vid Nötö som trafikeras av M/S Eivor.
Öns area är 4,2 hektar och dess största längd är 250 meter i nord-sydlig riktning. Ön höjer sig omkring 15 meter över havsytan.